# Bernard Noël (Schauspieler)
Bernard Noël (* 5. Oktober 1924 in Saint-Dizier; † 2. September 1970 in Chavanges) war ein französischer Schauspieler.

## Leben und Werk
Bernard Noël wurde am Konservatorium von Nancy und 1948 am Conservatoire national supérieur d’art dramatique in Paris ausgebildet und trat der Comédie-Française bei, wo er drei Jahre blieb. Jean Vilar engagierte ihn für die ersten Festivals in Avignon. Von 1947 bis kurz vor seinem Tod spielte er in 46 Theaterstücken.
Im Kino drehte er nur wenige Filme: als engster Freund des Selbstmörders (Maurice Ronet) in Das Irrlicht von Louis Malle, den Dichter in Der Reigen von Roger Vadim, den Liebhaber von Macha Méril in Eine verheiratete Frau von Jean-Luc Godard, den Zentralhelden Stéphane in Eine Kugel auf der Rechnung und den Adolphe in Amour von Gabriel Axel. Berühmt wurde er für seine großen Rollen im Fernsehen. Neben der Titelrolle des Gaspard in Gaspard des montagnes und der Serie Verlorene Illusionen war es insbesondere für die von Vidocq, einer Serie in 13 Folgen. Nach dem Tod von Bernard Noël übernahm Claude Brasseur für eine Les Nouvelles Aventures de Vidocq die Titelrolle. Er war der Ehemann der Schauspielerin Sylvia Saurel.
Noël starb auf dem Höhepunkt seiner Karriere im Alter von 45 Jahren an Gallengangskrebs.

## Filmografie (Auswahl)
- 1942: Das unheimliche Haus (Les inconnus dans la maison)
- 1963: Das Irrlicht (Le feu follet)
- 1964: Der Reigen (La ronde)
- 1964: Eine verheiratete Frau (Une femme mariée)
- 1970: Amour